# Ormosia solita
Ormosia solita är en tvåvingeart som beskrevs av Alexander 1936. Ormosia solita ingår i släktet Ormosia och familjen småharkrankar. Inga underarter finns listade i Catalogue of Life.